# Реформация (футбольный клуб)
«Реформация» — российский футбольный клуб из Абакана. Основан в 1993 году. Лучшее достижение в первенстве России — 11-е место в зоне «Восток» второго дивизиона в 1999 году. Спустя год клуб прекратил своё существование.
Известен как первый в России футбольный клуб, созданный на базе церкви.

## История создания
Президентом команды был пастор церкви Прославления, уроженец западной Украины Руслан Белосевич. Священнослужитель курировал деятельность протестантской церкви на территории Сибири.
Выступления команда начала в 1993 году во второй группе первенства Хакасии, где заняла 9 место из 12 команд. В 1994 году «Реформация» вышла в первую группу чемпионата республики, где играла четыре года. Параллельно с этим абаканские футболисты вместе с «Металлургом» из Абазы представляли Хакасию в зоне «Сибирь» третьего дивизиона первенства России (в 1995 году «Металлург» снялся с соревнований).
По словам очевидцев, создатель клуба Руслан Белосевич очень эмоционально реагировал на события, происходящие на футбольном поле — «плакал, кричал, молился». В команде были запрещены внебрачные связи, а капитан команды вместо вымпела вручал соперникам карманную Библию.

## Профессиональный уровень
В 1999 году руководством «Реформации» было принято решение заявить клуб в зону «Восток» второго дивизиона. Спонсором команды стала компания «Сибирский алюминий», что позволило привлечь значительные финансовые средства. Костяк «Реформации» составили игроки распавшейся назаровской «Виктории», а главным тренером абаканцев стал известный красноярский футболист и тренер Александр Кишиневский, также переехавший в Абакан из Назарово. Также в команду были приглашены футболисты «Рудника« из Абазы, а несколько игроков приехали из западной Украины.
Дебют главной команды Хакасии в профессиональном футболе пришёлся на сезон-1999. В первенстве зоны «Восток» «реформаторы» заняли 11 место из 16. В Кубке России-1999/2000 подопечные Кишиневского вылетели на стадии 1/256 финала, проиграв иркутской «Звезде» со счётом 0:2.
В составе «Реформации» выступали трое бразильцев — Веллингтон Медейрос, Клейтон Фернандес и Клаудио. Иностранцы были привлечены под задачу выхода в первый дивизион. Как позже вспоминал вице-президент клуба Александр Прус, Клаудио и Клейтон в итоге не вписались в команду и были отданы в аренду «Металлургу» из Абазы, где за них «приходил поболеть весь город».
В октябре 1999 года «Сибирский алюминий» организовал в Абакане товарищеский матч «Реформации» с другим своим подшефным клубом — самарскими «Крыльями Советов», игравшими в Высшей лиге. Как вспоминал «Спорт-Экспресс», ажиотаж вокруг игры был небывалым, а самарцев приветствовали со всеми почестями — «у трапа самолета их встречали цветами и хлебом-солью, автобус ждал гостей прямо на взлетной полосе, на стадионе гремел оркестр, а сил при раздаче автографов самарские игроки потратили чуть ли не больше, чем во время матча». Тот матч завершился вничью со счётом 1:1, причём во втором тайме «Реформация» не реализовала пенальти.
В первенстве России 2000 года «Реформация» сыграла всего девять матчей. В Кубке России-2000/2001 команда из Абакана дошла до стадии 1/64 финала, однако не явилась на матч с омским «Иртышом».
После девяти туров первенства России 2000 года «Реформация» снялась с турнира. Официальной причиной стали финансовые трудности.

## Статистика выступлений в первенстве России
| Сезон | Наимен.турнира            | ЧК | И  | В  | Н | П  | РМ    | О  | М  | Тренер | Бомбардир | Примечание                                                                                    |
| ----- | ------------------------- | -- | -- | -- | - | -- | ----- | -- | -- | ------ | --------- | --------------------------------------------------------------------------------------------- |
| 1999  | 2-дивизион, зона «Восток» | 16 | 30 | 10 | 7 | 13 | 38-45 | 37 | 11 |        |           | Дебют команды на профессиональном уровне.                                                     |
| 2000  | 2-дивизион, зона «Восток» | 14 | 9  | 1  | 4 | 4  | 4-8   | 7  |    |        |           | После 9-го тура снялась с соревнований по финансовым причинам.Результаты матчей аннулированы. |